# Бертхолд III (Еберщайн)
Бертхолд III фон Еберщайн (на немски: Berthold III von Eberstein: Bertold IV; * ок. 1080; † сл. 1158 в Хереналб) е граф на Еберщайн (1113 – 1158).

## Биография
Той е от швабски благороднически род, син на граф Бертолд II фон Еберщайн (* ок. 1050; † 1113) и Аделхайд (* ок. 1020; † сл. 1085).
Резидира в стария замък Алт-Еберщайнбург (Alt-Eberstein) при днешния Баден-Баден.
Бертхолд III се жени за Ута фон Калв (* 1095, пр. 1129; † сл. 1185), наследничка на Зинделфинген, дъщеря на Готфрид фон Калв († 1099). Той подарява със съпругата си през 1149/1150 г. манастир Хереналб, който служи на Еберщайните като домашен манастир.  Той подарява Alba Dominorum от благодарност, че се върнал в родината от Втория кръстоносен поход. Той предава манастира на Цистерцианския орден. 

## Деца
Бертхолд III и Ута фон Калв имат децата:
- Еберхард III Стари (1144 – 1219), граф на Еберщайн
- Бертолд Млади фон Еберщайн († сл. 1137)
- Луитгард фон Еберщайн, омъжена за Ферли N
- Ута фон Еберщайн херцогиня фон Шауенберг, омъжена 1129 г. за херцог Велф VI фон Сполето (1115 – 1191)